# إشرسهاوزن
اشرزهاوزن (بالألمانية: Eschershausen) هي بلدة ألمانية تقع في ألمانيا في سكسونيا السفلى.  يقدر عدد سكانها بـ 3,669 نسمة .

## أعلام
- فلهلم رابه